# Quartier Saint-Pierre (Calais)
Pour les articles homonymes, voir Quartier Saint-Pierre.
Le quartier Saint-Pierre est le cœur de l'ancienne commune de Saint-Pierre-lès-Calais, qui fut absorbée par Calais en 1885.

## Description
Une partie du territoire de Saint-Pierre a été annexée à celui de Calais, par décret du 10 janvier 1876. La commune elle-même a été réunie à celle de Calais par une loi du 29 janvier 1885.
Le quartier se regroupe autour de l'église Saint-Pierre, devant laquelle se tient le marché le samedi matin, et la bourse du travail. L'église a fait l'objet de départs d'incendies volontaires, le lundi de Pâques 28 mars 2016.
L'économie de la commune de Saint-Pierre était axée sur l'industrie dentellière, celle de Calais sur le port de pêche, autour du courghain.
Il faut noter que la gare de Calais-Ville est en fait la gare de Saint-Pierre-lès-Calais, ouverte en 1848 par la compagnie du Nord, quarante ans avant la réunion de Calais et de Saint-Pierre. Le pont qui traverse la voie ferrée marque la limite entre les deux anciennes villes, la voie ferrée, encore aujourd'hui, marquant la limite entre l'ancienne cité industrielle et la cité portuaire.
La gare de Calais ne fait pas partie du quartier Saint-Pierre.
Eustache de Saint Pierre, qui peut être originaire de Saint Pierre, est le plus connu des bourgeois de Calais, héros de la sculpture Les Bourgeois de Calais, ayant présenté les clefs de la ville au roi d'Angleterre Edouard III après la reddition de Calais en 1347.
Maire en 1881 : Van Grutten.